# 사쿠라 쿄코
사쿠라 쿄코(일본어: 佐倉 杏子)는 《마법소녀 마도카☆마기카》에 등장하는 마법소녀. 〈마법소녀 오리코☆마기카〉, 〈마법소녀 마도카☆마기카 ~The different story~〉,〈마법소녀 카즈미☆마기카 〜The innocent malice〜〉에서도 등장한다.

## 캐릭터 특징
머리를 포니테일 헤어스타일로 올려 묶고 있으며, 변신 시에는 치파오와 유사한 전투복을 입고 있다. 소울젬의 위치는 쇄골 사이의 아버지의 교회 문양. 어릴때는 머리를 풀어해치고 있다.
무기로는 창을 사용하며, 창을 여러 마디로 나눠 다절곤처럼 사용할 수도 있다. 능력은 무기를 자유자재로 늘어나게 하거나, 그물 결계를 치는 주술도 사용하며, 롯소 판타즈마라는 환술 마법을 가지고 있었으나 가족이 모두 사망하고 홀로 남은 후부터는 점차 사라져 사용하지 않는다. 
식탐이 많은 성격이기 때문에, 항상 만나는 족족 음식을 입에 달고 사는데, 이것은 아버지의 교회가 망하기 직전까지 갔을 때 음식을 잘 먹지 못하여 음식은 소중히 여겨야 한다는 생각이 뇌리속에 깊이 박혔기 때문이다. 작중에서도 음식을 버리거나 남기는 행위에 민감한 반응을 보인다. 작중 언급을 보면 음식은 주로 훔치는 것으로 보인다. 
승부욕이 강하고 경쟁심이 많은 성격으로, 약간 사이코패스같아 보이기도 하는 이 성격은 가면라이더 류우키의 아사쿠라 타케시에게서 모티브를 따왔다고 각본가 우로부치 겐과의 인터뷰에서 언급된 적 있다. 
토모에 마미의 사망 직후 그녀의 영역이었던 미타키하라 시를 차지하러 나타났으며, 미키 사야카를 살해하고 영역을 빼앗겠다고 하였다. 사람들을 도와주기 위해 그리프시드를 떨어뜨리지 않는 사역마까지 처치하며 정의로운 모습을 보여주던 토모에 마미와는 달리 오로지 그리프시드만을 노리는 마법소녀로, 사야카가 사역마를 처리하기 직전 나타나 그녀를 방해하며, "저건 사역마라고, 그리프시드를 떨굴리가 없잖아"라고 말하고, 다른 사람의 죽음조차 가볍게 받아들이는 등 토모에 마미와는 정반대의 성격을 갖고 있는 캐릭터라고 볼 수 있다.

## 성장 배경
목사였던 아버지가 교단으로부터 파문당하자, 마법소녀가 되어 소원으로 아버지가 남들을 설득하게 하지만 그 사실을 아버지가 알게 되면서 그녀만을 남기고 다른 가족들과 자살하여 외톨이가 된다. 이로 인해 사쿠라 쿄코는 “자신만을 위해 싸우는 마법소녀”가 된다.

## 행적
애니메이션에선 토모에 마미가 사망하고 나서 새로 등장하는 캐릭터이다. 자신의 과거 때문에 토모에 마미와 사이가 좋지 않으며, 토모에 마미가 관리하던 구역을 차지하러 왔다가 새로 마법소녀가 되어 토모에 마미의 구역을 다스리게 된 미키 사야카와 겨루게 된다. 그 뒤로 미키 사야카와는 엄연히 라이벌의 관계가 되었다. 미키 사야카를 만나고 사야카가 마법소녀에서 점차 마녀화로의 모습을 갖춰져가는 과정을 보고 마녀화가 된 미키 사야카와 함께 자폭을 선택한 비극적인 인물이면서도, 사야카를 진심으로 이해하는 친구이기도 하다. 나중에 카나메 마도카의 소원으로 인해 다시 살아나게 된다. 반역의 이야기에서는 비중이 좀 줄었다.